# تشارلز ساعتجي
تشارلز ساعتجي هو رجل أعمال يهودي عراقي بريطاني ومؤسس مشارك مع شقيقه موريس لوكالة الإعلانات Saatchi & Saatchi. قاد الأخوان الشركة - أكبر وكالة إعلانات في العالم في الثمانينيات - حتى أُجبروا على المغادرة في عام 1995. وفي نفس العام، أنشأ الأخوان وكالة جديدة تسمى M&C Saatchi.
يُعرف ساعتجي أيضًا بمجموعته الفنية وامتلاكه لمعرض ساعتجي، وعلى وجه الخصوص لرعايته للفنانين البريطانيين الشباب، بما في ذلك داميان هيرست وتريسي أمين.

## حياة سابقة
تشارلز ساعتجي هو الثاني من بين أربعة أبناء ولدوا لناثان ساعتجي وديزي عيزر، وهي عائلة يهودية عراقية ثرية في بغداد، العراق. الأسم «ساعتجي» مأخوذ من «صانع الساعات»، وهو مشتق من اللغة التركية.إخوة ساعتجي هم ديفيد (مواليد 1937) وموريس (مواليد 1946) وفيليب (مواليد 1953).
في عام 1947، توقع والده، وهو تاجر أقمشة، الرحلة التي سيقوم بها عشرات الآلاف من يهود العراق لتجنب الاضطهاد ونقل عائلته إلى فينشلي، شمال لندن. اشترى ناثان ساعتجي مصنعي نسيج في شمال لندن وبعد فترة أعاد بناء شركة مزدهرة. في النهاية استقرت العائلة في منزل من ثماني غرف نوم في هامبستيد لين، هايغيت.
التحق ساعتجي بكلية المسيح، وهي مدرسة لقواعد اللغة في فينشلي، شمال لندن. خلال هذا الوقت، طور هوسًا بثقافة البوب الأمريكية، بما في ذلك موسيقى إلفيس بريسلي وليتل ريتشارد وتشاك بيري. وقد وصف تجربة مشاهدة لوحة جاكسون بولوك في متحف الفن الحديث في نيويورك بأنها «غيرت الحياة». ثم تقدم للدراسة في كلية لندن للاتصالات.

## الحياة الشخصية
قام ساعتجي باتخذ قراراً بالطلاق من زوجته مذيعة الطبخ الشهيرة نايجيلا لاوسون. وقال في بيان للصحافة إنّ كان “خيبة أمل لنايجيلا وأنهما عاشا صعوبات خلال العام الماضي.” وكان الزوجان محل اهتمام الأضواء مؤخرا بسبب صورة لهما يظهر فيها زوجها وهو يمسك رقبتها وكأنه يريد خنقها.

## الأعمال

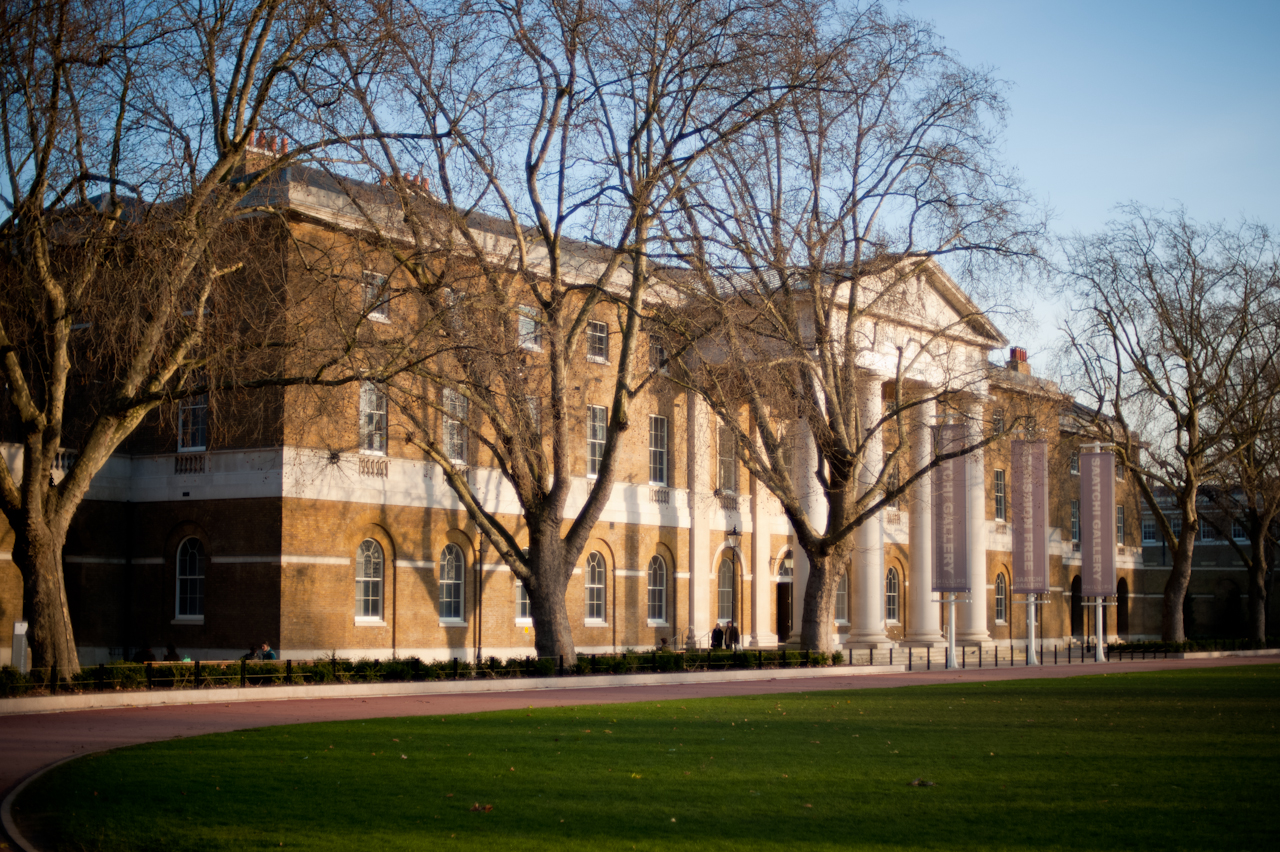
المبنى الجديد لمعرض ساعتجي في تشيلسي، والذي تم افتتاحه في أكتوبر 2008.

في عام 1969، عندما كان يبلغ من العمر 26 عامًا، اشترى ساعتجي أول عمل فني له لسول ليويت، وهو مصمم بسيط في نيويورك. رعى ساعتجي في البداية معرض ليسون في مارليبون بلندن، والذي تخصص في الأعمال الأمريكية البسيطة. اشترى لاحقًا عرضًا كاملاً لروبرت مانجولد. وفي أوائل الثمانينيات من القرن الماضي، اشترت ساعتجي 30 ألف قدم مربع (2800 متر مربع) من الأسمنت ومخزن من الصلب وقام المهندس المعماري ماكس جوردون بتحويل المبنى إلى معرض ساعتجي، والذي تم افتتاحه لاحقًا للجمهور في فبراير 1985 لعرض الفن الذي جمعه ساعتجي. في وقت من الأوقات، احتوت مجموعة ساعتجي على 11 عملاً لدونالد جود، و 21 لعمل سول ليويت، و 23 لأنسليم كييفر، و 17 أندي وارهولز، و 27 لجوليان شنابل.
تغير ذوق ساعتجي من التجريد الأمريكي والبساطة إلى الفنانين البريطانيين الشباب (YBAs)، الذين شاهد أعمالهم لأول مرة في مدرسة جولدسميث للفنون. حصل على أعمال فنية كبيرة لهيرست ومارك كوين، وأصبح له دور فعال في إطلاق حياتهم المهنية. بلغت شهرته كراعٍ ذروته في عام 1997، عندما تم عرض جزء من مجموعته في الأكاديمية الملكية كمعرض Sensation، الذي سافر إلى برلين ونيويورك مما تسبب بالإهانات في عناوين الصحف (على سبيل المثال، لعائلات الأطفال الذين قتلوا على يد ميرا هيندلي، الذي تم تصويره في أحد الأعمال)، وترسيخ مكانة هيرست وإمين وغيرهما من YBAs.
ظهر معرض ساعتجي في قائمة المتاحف الفنية الأكثر زيارة في العالم، بناءً على استبيان الحضور لعام 2014، الذي جمعته صحيفة الفن، مع 1,505,608 زائر. في نفس الاستطلاع، تبين أن المعرض استضاف 15 من أكثر 20 معرضًا زيارةً في لندن على مدار السنوات الخمس الماضية.